# Lisístrat (endeví)
|  | Per a altres significats, vegeu «Lisístrat». |

Lisístrat (en grec antic: Λυσίστρατος) va ser un endeví (exègeta) atenenc que va predir la victòria naval dels grecs sobre l'Imperi Persa a la batalla de Salamina el 480 aC molts anys bans de que passés. Va dir que arribaria un dia en què «les dones de Còlias cuinarien amb rems».
Aquest oracle no es va entendre i es va oblidar fins que, acabada la batalla, les restes de les naus enemigues van arribar, portades pel vent, a la costa de l'Àtica, a un cap anomenat Còlias. Aquí es va entendre la predicció.